# Cerocala sokotrensis
Cerocala sokotrensis là một loài bướm đêm trong họ Erebidae.